# Copa de Clubes de la CECAFA 1989
La Copa de Clubes de la CECAFA 1989 fue la 16.ª edición de este torneo de fútbol a nivel de clubes de África organizado por la CECAFA y que contó con la participación de 9 equipos representantes de África Central, África Oriental y África del Sur.
El campeón defensor Kenya Breweries de Kenia venció al Coastal Union de Tanzania en la final disputada en Nairobi, Kenia para ganar su segundo título.

## Fase de grupos

### Grupo A
Todos los partidos se jugaron en la capital Nairobi.
| Kenya Breweries    | 1-0 | Coastal Union      |
| Kenya Breweries    | 3-1 | MDC United         |
| Nchanga Rangers FC | 2-0 | Kenya Breweries    |
| Coastal Union      | 0-0 | MDC United         |
| Coastal Union      | 2-1 | Nchanga Rangers FC |
| MDC United         | 1-0 | Nchanga Rangers FC |

| Club               | G | E | P | GF | GC | Pts |
| ------------------ | - | - | - | -- | -- | --- |
| Kenya Breweries    | 2 | 0 | 1 | 4  | 3  | 4   |
| Coastal Union      | 1 | 1 | 1 | 2  | 2  | 3   |
| MDC United         | 1 | 1 | 1 | 2  | 3  | 3   |
| Nchanga Rangers FC | 1 | 0 | 2 | 3  | 3  | 2   |

### Grupo B
Todos los partidos se jugaron en la ciudad de Mombasa.
| AFC Leopards      | 1-0 | Nakivubo Villa    |
| AFC Leopards      | 2-0 | Al-Hilal Omdurmán |
| Small Simba FC    | 0-0 | AFC Leopards      |
| AFC Leopards      | 5-0 | MBC Municipality  |
| Al-Hilal Omdurmán | 1-1 | Nakivubo Villa    |
| Nakivubo Villa    | 2-0 | Small Simba FC    |
| Nakivubo Villa    | 2-0 | MBC Municipality  |
| Al-Hilal Omdurmán | 1-1 | Small Simba FC    |
| MBC Municipality  | 0-1 | Al-Hilal Omdurmán |
| Small Simba FC    | 1-2 | MBC Municipality  |

| Club              | G | E | P | GF | GC | Pts |
| ----------------- | - | - | - | -- | -- | --- |
| AFC Leopards      | 3 | 1 | 0 | 8  | 0  | 7   |
| Nakivubo Villa    | 2 | 1 | 1 | 5  | 2  | 5   |
| Al-Hilal Omdurmán | 1 | 2 | 1 | 3  | 4  | 4   |
| Small Simba FC    | 0 | 2 | 2 | 2  | 5  | 2   |
| MBC Municipality  | 1 | 0 | 3 | 2  | 9  | 2   |

## Semifinales
| Equipo 1        | Resultado   | Equipo 2       |
| --------------- | ----------- | -------------- |
| Kenya Breweries | 2-0         | Nakivubu Villa |
| AFC Leopards    | 1-1 (4-5 p) | Coastal Union  |

## Tercer Lugar
| Equipo 1       | Resultado | Equipo 2     |
| -------------- | --------- | ------------ |
| Nakivubu Villa | 0-1       | AFC Leopards |

## Final
| 11 de febrero de 1989 | Kenya Breweries              | 3:0 | Coastal Union | Nairobi Stadium, Nairobi, Kenia |  |
|                       | Onyera 52', 89' · Motego 82' |     |               |                                 |  |

## Campeón
| Copa de Clubes de la CECAFA 1989 |
| -------------------------------- |
| Bandera de Kenia                 |
| Kenya Breweries 2º Título        |